# Clade
|  | Per a altres significats, vegeu «Grup Clade». |

Un clade és un terme utilitzat en cladística que s'utilitza per a referir-se a:
- una branca d'un cladograma,[1] que és un diagrama en forma d'arbre que reflecteix els resultats d'una anàlisi cladística: les hipòtesis d'homologia (semblança que és conseqüència de l'herència d'un avantpassat comú);
- un grup monofilètic d'organismes, és a dir, un grup d'organismes que comparteixen un avantpassat comú i que inclou l'avantpassat i tots els seus descendents.

Estrictament parlant, un clade és una hipòtesi científica de les relacions evolutives, de parentiu, entre un grup d'organismes com a resultat d'una anàlisi cladística d'unes determinades dades. En funció de les dades utilitzades, un determinat clade pot ser confirmat o no. Si, utilitzant diferents dades, un clade és confirmat per les anàlisis, pot ser traslladat a la taxonomia i esdevé un tàxon, i pot rebre un nom formal i una posició en la classificació.